# Безьяк, Роман
Рома́н Безья́к (словен. Roman Bezjak; 21 февраля 1989 года, Словень-Градец, СФРЮ)— словенский футболист, нападающий клуба «Олимпия» (Любляна) и сборной Словении. Также известен своими выступлениями за словенский клуб «Целе» и болгарский «Лудогорец». В составах этих команд Роман в 2012 году стал финалистом Кубка Словении, а в 2013 году — чемпионом Болгарии.

## Биография

### Клубная карьера
Роман Безьяк родился 21 февраля 1989 года в словенском городе Словень-Градец. Воспитанник детских и юношеских секций футбольных команд «Коротан», «Дравоград» и «Целе». С последним в июле 2007 года Роман подписал свой первый профессиональный контракт на пять лет.
Свой дебютный матч во взрослом футболе словенский игрок провел 9 апреля 2007 против гранда словенского чемпионата, футбольного клуба «Марибор». В том матче Безьяк вышел на поле на 84-й минуте, заменив Блаза Путса, но «фиалки» тогда выиграли со счетом 5:2.
В следующем сезоне Роман провел в основном составе команды всего 11 матчей, во время которых забил всего 1 гол. После этого было решено отдать молодого игрока в аренду на полгода во второлиговый футбольный клуб «Шенчур». Первую половину сезона нападающий играл в составе этого клуба и отметился четырьмя голами в семи матчах. Зимой 2010 года словенец вернулся в состав «желто—голубых», где прочно закрепился в основном составе клуба.
Лично для Романа удачным сезоном в клубе стал сезон 2011—2012 годов. Хотя команда и заняла всего восьмую строчку в национальном чемпионате, но смогла пробиться в финал Кубка Словении. В матче финала кубка команда играла опять-таки с «Марибором». После основного времени матча счет на табло 1:1, в ходе дополнительного времени каждая из команд забила ещё по одному голу. В серии послематчевых пенальти выиграли «фиалки» со счетом 3:2. И хотя Безьяк не смог тогда реализовать пенальти, но стал лучшим бомбардиром клуба в сезоне, забив в общей сложности 17 мячей (16 в чемпионате и 1 в Кубке). А выход в финал кубка позволил команде попробовать свою силы в еврокубковых соревнованиях Лиги Европы сезона 2012/2013 годов. Первым соперником словенской команды выступила молдавская «Дачия», правда словенцам так и не удалось пройти волков (два матча по 1:0 в пользу « Дачии»). Всего в составе «Целе» Безьяк провел 121 матч и забил 36 голов.
22 августа 2012 года словенский нападающий переехал в болгарский город Разград, чтобы играть в местном футбольном клубе «Лудогорец», который только недавно завоевал золотые медали в трех дивизионах национального чемпионата. Трансфер словенца обошёлся болгарам в 200 тысяч евро.
Я втайне надеялся, что переход состоится. Футбол это игра, где надо прийти к моменту, когда ты можешь перейти в более квалифицированный клуб, и даже там ты пытаешься прогрессировать. Я думаю, что получил хорошую возможность и использовал её. Я хочу поблагодарить «Целе», всех игроков, болельщиков и поклонников.
Оригинальный текст (словенск.)Po tihem sem upal, da se bo to zgodilo. Nogomet se igra za to, da prideš do trenutka, ko se lahko podaš naprej v kvalitetnejši klub in se tudi tam poizkusiš uveljaviti. Upam, da bom priložnost dobro izkoristil. Zahvalil bi se NK Celje, vsem igralcem, privržencem in navijačem.
Роман Безьяк
В составе «орлов» Роман в первом же сезоне 2012—2013 годов сумел вместе с командой получить ещё одну золотую медаль группы А.

### В сборной
Роман несколько раз выступал за юношеские сборные Словении и в целом сыграл пять матчей, не забив ни одного гола. Летом 2013 года Роман получил вызов в национальную сборную своей страны. 14 августа того же года состоялся товарищеский матч со сборной Финляндии. Выйдя в начале второго тайма Роман не смог существенно помочь своей команде. Финны выиграли со счетом 2:0.

## Статистика выступлений

### Клубная статистика
| Целе             | 1 ПЛ             | 2007/08          | 1   | 0  | —  | — | —  | — | 1   | 0  |
| Целе             | 1 ПЛ             | 2008/09          | 11  | 1  | —  | — | —  | — | 11  | 1  |
| Целе             | Итого            | Итого            | 12  | 1  | —  | — | —  | — | 12  | 1  |
| Шентюр (аренда)  | 2 ПЛ             | 2009/10          | 8   | 4  | —  | — | —  | — | 8   | 4  |
| Шентюр (аренда)  | Итого            | Итого            | 8   | 4  | —  | — | —  | — | 8   | 4  |
| Целе             | 1 ПЛ             | 2009/10          | 24  | 6  | 4  | 3 | —  | — | 28  | 9  |
| Целе             | 1 ПЛ             | 2010/11          | 30  | 7  | 1  | 0 | —  | — | 31  | 7  |
| Целе             | 1 ПЛ             | 2011/12          | 34  | 16 | 6  | 1 | —  | — | 40  | 17 |
| Целе             | 1 ПЛ             | 2012/13          | 6   | 4  | —  | — | 2  | 0 | 8   | 4  |
| Целе             | Итого            | Итого            | 94  | 33 | 11 | 4 | 2  | 0 | 107 | 37 |
| Лудогорец        | Серия A          | 2012/13          | 14  | 5  | —  | — | —  | — | 14  | 5  |
| Лудогорец        | Серия A          | 2013/14          | 31  | 13 | 5  | 1 | 15 | 6 | 51  | 20 |
| Лудогорец        | Серия A          | 2014/15          | 15  | 2  | 6  | 0 | 9  | 2 | 30  | 4  |
| Лудогорец        | Итого            | Итого            | 60  | 20 | 11 | 1 | 24 | 8 | 95  | 29 |
| Риека            | 1 Лига           | 2015/16          | 25  | 12 | 3  | 3 | 2  | 0 | 30  | 15 |
| Риека            | Итого            | Итого            | 25  | 12 | 3  | 3 | 2  | 0 | 30  | 15 |
| Всего за карьеру | Всего за карьеру | Всего за карьеру | 199 | 70 | 25 | 8 | 28 | 8 | 252 | 86 |

### Матчи и голы за сборную Словении
| Матчи и голы за сборную Словении | Матчи и голы за сборную Словении | Матчи и голы за сборную Словении | Матчи и голы за сборную Словении | Матчи и голы за сборную Словении | Матчи и голы за сборную Словении |
| №                                | Дата                             | Оппонент                         | Счёт                             | Голы                             | Соревнование                     |
| -------------------------------- | -------------------------------- | -------------------------------- | -------------------------------- | -------------------------------- | -------------------------------- |
| 1                                | 14 августа 2013                  | Финляндия                        | 0 : 2                            | -                                | Товарищеский матч                |
| 2                                | 11 октября 2013                  | Норвегия                         | 3 : 0                            | -                                | Отборочные на ЧМ-2014            |
| 3                                | 19 ноября 2013                   | Канада                           | 1 : 0                            | -                                | Товарищеский матч                |
| 4                                | 5 марта 2014                     | Алжир                            | 2 : 0                            | -                                | Товарищеский матч                |
| 5                                | 5 июня 2014                      | Уругвай                          | 2 : 0                            | -                                | Товарищеский матч                |
| 6                                | 30 марта 2015                    | Катар                            | 1 : 0                            | -                                | Товарищеский матч                |
| 7                                | 14 ноября 2015                   | Украина                          | 2 : 0                            | -                                | Отборочные ЧЕ-2016               |
| 8                                | 17 ноября 2015                   | Украина                          | 1 : 1                            | -                                | Отборочные ЧЕ-2016               |
| 9                                | 23 марта 2016                    | Македония                        | 1 : 0                            | 1                                | Товарищеский матч                |

Итого: 9 матча / 1 гол; 3 победы, 1 ничья, 5 поражений.

## Титулы и достижения
«Целе»:
- -  Финалист Кубка Словении: 2011/2012.
  -  Полуфиналист Кубка Словении: 2009/2010.

«Лудогорец»:
- -  Чемпион группы А чемпионата Болгарии (3): 2012/2013, 2013/2014, 2014/2015
  -  Обладатель Кубка Болгарии: 2013/2014.
  -  Обладатель Суперкубка Болгарии: 2014.

Индивидуальные
- Лучший бомбардир «Целе» в сезоне: 2011/2012 (17 голов).